# Edo Bregar
Edo Bregar, partizansko ime Don , slovenski gospodarstvenik in inovator, * 25. junij 1918, Dobovec, † 25. junij 1972, Medvode.

## Življenje in delo
Bregar se je po končani srednji tehniški šoli v Ljubljani najprej zaposlil v papirnici Radeče, kasneja pa v tovarni celuloze v Goričanah. Poleti 1941 se pridružil  narodnoosvobodilni boj in v avgustu 1942 odšel v partizane. V Poljanskem bataljonu je bil med pobudniki za ustanovitev partizanske tehnike, ki se je kasneje razvila v tehniko Pokrajinskega komiteja Komunistične partije Slovenije za Gorenjsko. Leta 1943 je postal član komunistične partije. Kot vodja tehnike je imel zasluge za ustanovitev in razvoj partizanskih tiskarn na desnem bregu Save na Gorenjskem. Marca 1944 je organiziral tiskarno Julija, junija Trilof, avgusta Donas; za zadnji dve je zasnoval in postavil tiskarske stroje. Po koncu druge svetovne vojne je opravljal vrsto nalog na družbenopolitičnem in gospodarskem področju. Med drugim je bil direktor tovarn Donit v Medvodah in Bakelit (kasneje Fenolit) v Borovnici pri tem se je odlikoval z uvajanjem novih delovnih postopkov in inovacij.